# 19 січня
19 січня — 19-й день року в григоріанському календарі. До кінця року залишається 346 днів (347 днів — у високосні роки).

## Свята і пам'ятні дні

### Міжнародні

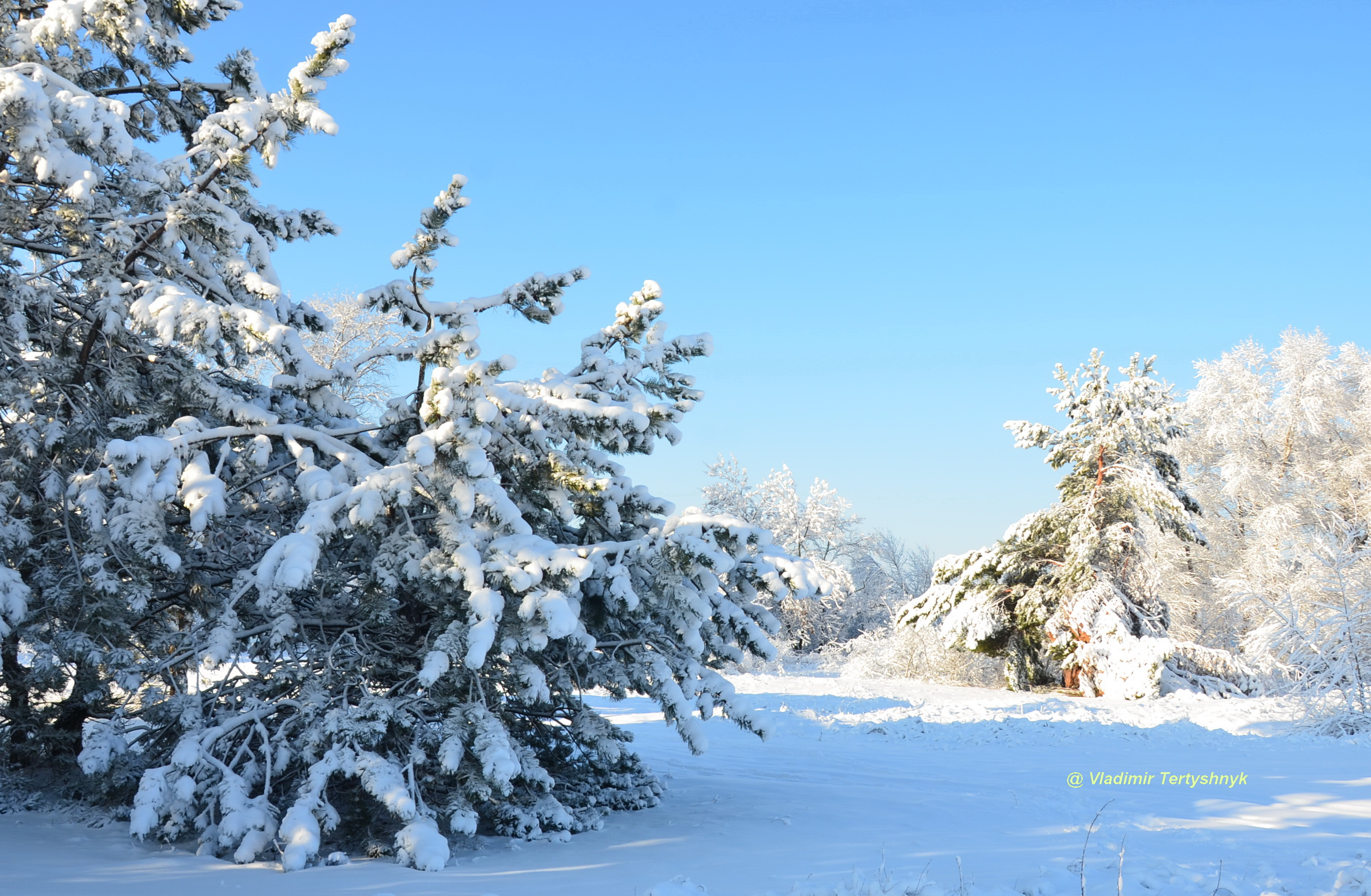
День снігу (Дніпро)

- Всесвітній день снігу.

### Національні
- Білорусь,  Росія: Водохреще.
- Грузія[1],  Еритрея[2],  Ефіопія[3]: Богоявлення, Хрещення Господнє.
- Ісландія: День чоловіка.

### Релігійні

#### Західне християнство
- Пам'ять святих Марія, Марти, Авдіфакса і Абахума[en], Басіяна Лодійського[en], Вульфстана[en], Генріха Упсальського, Понтіана Сполетського[en].

#### Східне християнство[4]
- Пам'ять святих Марка Ефеського та Арсенія Керкирського;
- Пам'ять преподобних Макарія Великого, посника Макарія Києво-Печерського, диякона Макарія Києво-Печерського, Макарія Олександрійського, Антонія Марткобського, Лаврентія Чернігівського;
- Пам'ять мучениці діви Євфрасії.

## Іменини
✝  Католицькі: Абахум, Авдіфакс, Басіян (Василь), Вульфстан, Генріх, Кнуд, Марій/Маріс, Марта, Понтіан.
✙ Православні: Антоній, Арсеній, Євфрасія, Макарій, Марк, Лаврентій.

## Події

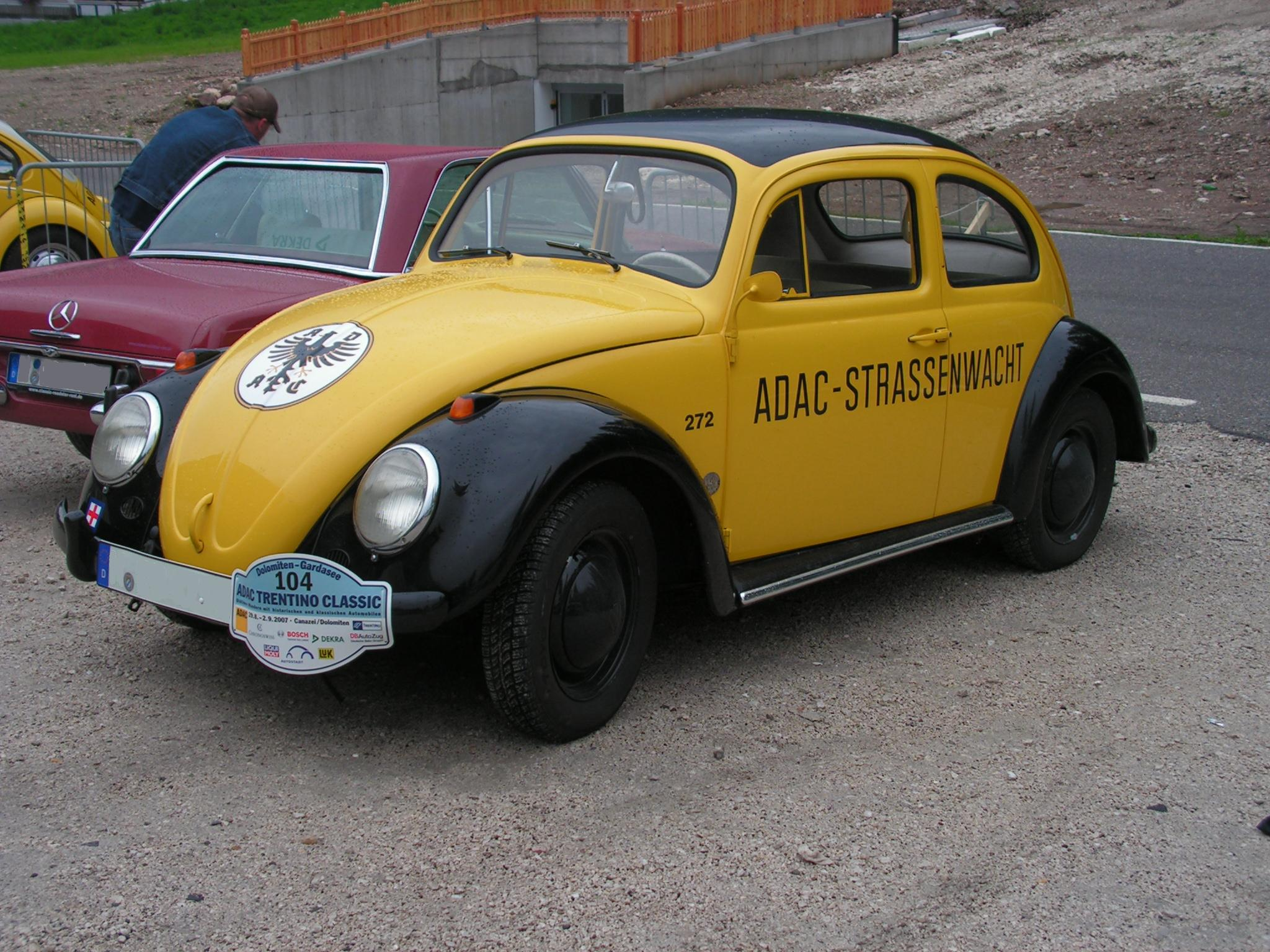
«Фольксваген-жук»

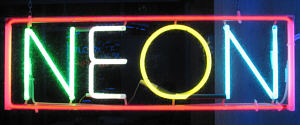
Неонова реклама

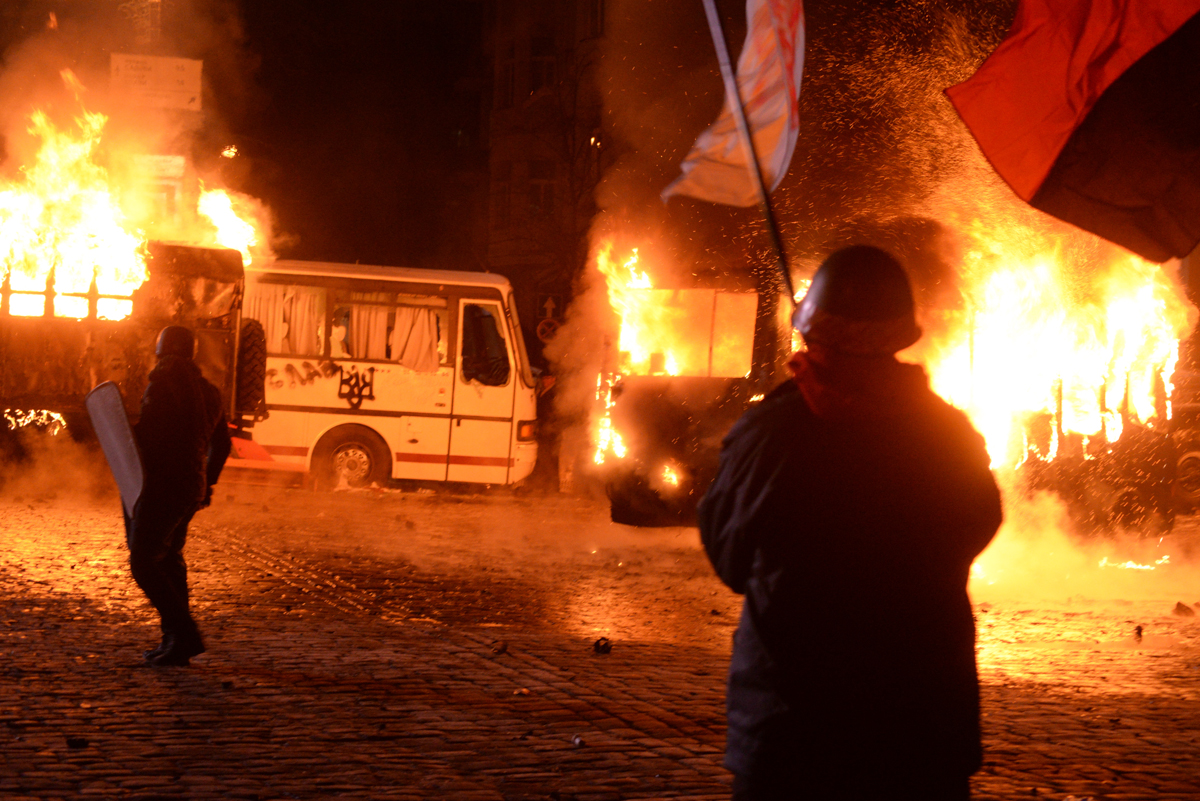
Барикади у вогні на Грушевського 19 січня 2014

- 1795 — Батавська революція в Голландській республіці завершилася проголошенням Батавської республіки.
- 1825 — Езра Деггетт і його племінник Томас Кенсетт із Нью-Йорка запатентували спосіб консервування в бляшаних банках лосося, устриць і омарів.
- 1903 — оголошено проведення першої велогонки «Тур де Франс» — найпрестижнішого і найпопулярнішого спортивного велозмагання наших днів.
- 1906 — побачив світ перший номер першого українського сатиричного журналу «Шершень».
- 1907 — в журналі «Вар'єте» з'явилися перші рецензії на кінофільми.
- 1915 — француз Георг Клод отримав патент на неонову трубку, яку використовували для зовнішньої реклами.
- 1925 — спільне засідання ВУАН постановило організувати Медичний відділ ВУАН.
- 1938 — американська фірма «General Motors» перша у світі почала серійне виробництво дизельних двигунів
- 1946 — створено Союз українців у Великій Британії.
- 1946 — створено Міжнародний військовий трибунал для Далекого Сходу.
- 1955 — Президент США Дуайт Ейзенхауер дозволив уперше показати по телебаченню зняту пресконференцію.
- 1963 — відбувся перший виступ групи The Beatles на телебаченні
- 1966 — Індіра Ганді стала третім прем'єр-міністром Індії.
- 1978 — у Німеччині випущено останній автомобіль «Фольксваген Жук» (продовжував випускатися в Мексиці до 2003).
- 1981 — Алжирські угоди вирішили кризу з американськими заручниками, захопленими 1979 року при штурмі посольства США в Тегерані.
- 2012 — ФБР закрило сайт Megaupload.
- 2014 — у Києві на вулиці Грушевського розпочалось протистояння диктаторському режиму Януковича (Вогнехреща).
- 2017 — в Україні офіційно з'явилося Суспільне мовлення: зареєстрована Національна суспільна телерадіокомпанія України.
- 2038 — о 03:14:08 (UTC) — проблема 2038 року — кінець епохи 32-ох розрядних Unix, збій систем деяких комп'ютерів.

## Народились

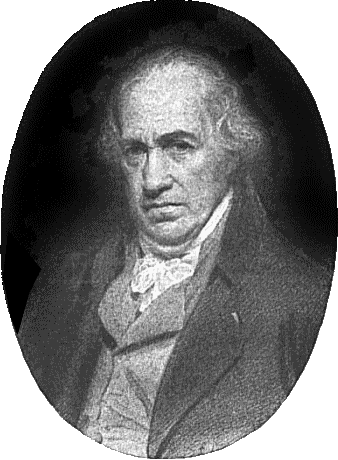
Джеймс Ватт (1736—1819)

Дивись також Категорія:Народились 19 січня
- 1200 — Доґен, японський буддистський монах і філософ, послідовник вчення дзен, засновник секти Сото-сю.
- 1670 — Бернард де Мандевіль, англійський філософ, економіст, сатирик.
- 1723 — Дай Чжень, китайський філософ-неоконфуціанець, вчений.
- 1736 — Джеймс Ватт, шотландський винахідник, який створив паровий двигун.
- 1747 — Йоганн Елерт Боде, німецький астроном
- 1756 — Гійом Антуан Олів'є, французький натураліст, ботанік та ентомолог.
- 1807 — Роберт Едвард Лі, американський військовий діяч, головнокомандувач Конфедеративної армії.
- 1809 — Едгар Аллан По, американський поет, прозаїк, критик, творець жанру «новели жаху», («Золотий жук», «Маска червоної смерті», «Чорний кіт»)
- 1839 — Поль Сезанн, французький художник-імпресіоніст («Сучасна Олімпія», «Долина»)
- 1889 — Софі Тойбер-Арп, швейцарська художниця, дизайнер, скульптор та танцівниця. Працювала у таких напрямках як дадаїзм та абстракціонізм. Дружина художника і скульптора Ганса Арпа.
- 1891 — Омелян Сеник, український державник, військовий та політичний діяч, 9-й крайовий Командант УВО
- 1898 — Густав Майрінк, австрійський письменник-експресіоніст, драматург, перекладач, банкір. Найбільш відомий за романом «Ґолем».
- 1909 — Іван Клим, повітовий провідник ОУН Долинщини, член Крайового Проводу ОУН Осередніх і Східних Земель
- 1912 — Ярослав Стецько, український політичний та військовий діяч, активний діяч ОУН. в'язень німецьких концтаборів. Керівник Антибільшовицького блоку народів, голова Проводу ОУН-Б.
- 1921 — Патриція Гайсміт, американська письменниця (пенталогія про Тома Ріплі, «Незнайомці в потягу», «Ціна солі»)
- 1927 — Петро Кардаш, кінопостановник, видавець і громадський діяч української еміграції в Австралії; активіст ОУН-з.
- 1932 — Річард Лестер, американо-англійський кінорежисер («Три мушкетери», «Супермен II» та два перших фільми за участю «Бітлз»)
- 1943 — Дженіс Джоплін, визнана королева блюзу й рок-н-ролу.
- 1945 — Род Еванс, англійський рок-співак, співзасновник гурту Deep Purple
- 1946 — Джуліан Барнс, англійський письменник, автор добутків «Метроленд», «Як усе було», «Англія, Англія»
- 1947 — Лешек Бальцерович, польський економіст і політик, організатор та натхненник польських економічних реформ.
- 1966 — Стефан Едберг, шведський тенісист, шестиразовий переможець турнірів Великого шолома.
- 1969 — Предраг Міятович, югославський футболіст чорногорського походження, зараз — спортивний директор мадридського «Реала».
- 1972 — Сергій Міхалок, лідер білоруської групи «Ляпіс Трубецькой».
- 1980 — Дженсон Баттон, англійський автогонщик, пілот Формули-1

## Померли

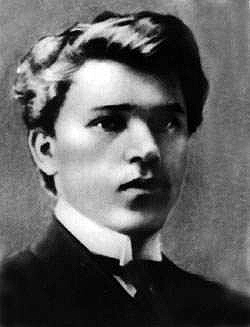
Михайло Драй-Хмара

Див. також Категорія:Померли 19 січня
- 1576 — Ганс Сакс, німецький поет, мейстерзінгер, драматург.
- 1833 — Фердінан Герольд (Луї-Жозеф-Фердінан Герольд), французький композитор, автор музики до балету «Марна обережність». Батько Герольда Фердинана (політика), дід письменника і поета-символіста Герольда Андре-Фердинана (Еро).
- 1871 — Анрі Реньо, французький художник, син французького хіміка і фізика Анрі Віктора Реньо.
- 1883 — Гійом (Віллем) Гефс, бельгійський скульптор; брат скульпторів Йозефа Гефса і Алоїзія Гефса, чоловік художниці Фанні Корр (Фанні Гефс).
- 1906 — Бартоломе Мітре, аргентинський політик.
- 1938 — Чернявський Микола Федорович, український поет, прозаїк, педагог, жертва сталінського терору.
- 1939 — Михайло Драй-Хмара, український поет, літературознавець, жертва сталінського терору.
- 1959 — Олександр Носалевич, український оперний співак (бас-баритон), соліст оперних театрів Львові, Відня, Вісбадена та інших європейських міст, популяризатор українських пісень, спонсор музичних і театральних гуртків Галичини.
- 1962 — Іван Їжакевич, український живописець, письменник, графік
- 1969 — Володимир Дукельський (Вернон Дюк), український та американський композитор, поет і літератор. Закінчив Київську консерваторію, де вчився у Б. Яворського і Р. Глієра.
- 2000 — Геді Ламар, австрійсько-американська акторка та винахідниця.
- 2008 — Тревор Тейлор, співак, музикант, музичний продюсер, автор пісень, один з лід-вокалістів гурту Bad Boys Blue
- 2013 — Тайхо Кокі, японський сумоїст українського походження, 48-й йокодзуна, прозваний «великим йокодзуною XX століття»
- 2019 — Омелян Коваль, український громадський діяч, член проводу Організації Українських Націоналістів, політв'язень Аушвіцу.